# Kiezelzuur
Kiezelzuur is een zwak zuur dat is afgeleid van siliciumdioxide SiO2. In verdunde oplossing is er een aantal vormen, die allemaal de algemene formule SiO2.n H2O bezitten, waarbij n kan verschillen. Indien n watermoleculen per twee moleculen zuur aanwezig is wordt dat genoteerd met {\displaystyle {\tfrac {n}{2}}}. 
| n                               | Formule  | Naam                               | Oplosbaarheid /20°C mol/l |
| ------------------------------- | -------- | ---------------------------------- | ------------------------- |
| {\displaystyle {\tfrac {1}{2}}} | H2Si2O5  | Dikiezelzuur                       | 20 · 10−4                 |
| 1                               | H2SiO3   | Metakiezelzuur (Waterstofsilicaat) | 10 · 10−4                 |
| {\displaystyle {\tfrac {3}{2}}} | H6Si2O7  | Pyrokiezelzuur                     | 9,6 · 10−4                |
| 2                               | H4SiO4   | Orthokiezelzuur                    | 7 · 10−4                  |
| {\displaystyle {\tfrac {5}{2}}} | H10Si2O9 | Pentahydrokiezelzuur               | 2,9 · 10−4                |

De reden dat er meerdere vormen zijn is dat silicium en zuurstof samen vaak ketens van een aantal SiO4-tetraëders vormen, afgezoomd door Si-OH groepen.
In het andere extreem (veel siliciumdioxide en weinig water) wordt het smeltpunt van siliciumdioxide met wel 800 graden verlaagd door het toevoegen van 1-2% water bij hoge druk. In het tussengebied vindt men gels die vaak moeilijk te karakteriseren zijn. Men kan deze materialen beschouwen als polymere netwerken van SiO4 tetraëders afgewisseld met en onderbroken door Si-OH groepen.
Van de verschillende vormen van kiezelzuur zijn een bijzonder rijke variëteit van zouten afgeleid, de silicaten. De meeste daarvan zijn onoplosbare verbindingen die een groot deel van de aardkorst uitmaken. De silicaten van natrium (waterglas) en kalium zijn echter wel oplosbaar. 

## Toepassingen
- Silicagels worden voor allerlei doeleinden toegepast, bijvoorbeeld als droogmiddel bij het vervoer en opslag van vochtgevoelige materialen.
- Silicaat wordt veel in verf, in de zogenaamde silicaatverf gebruikt.

## Winning
Silicaat wordt verkregen door kwartszand met potas (kaliumcarbonaat, K2CO3) en soda (natriumcarbonaat, Na2CO3) te smelten. In werkelijkheid is silicaat een gesmolten glasmassa. Het onderscheidt zich hiervan doordat het in water oplosbaar is en glas uiteraard niet. De onoplosbaarheid van glas wordt verkregen door er kalk (calciumcarbonaat, CaCO3) of lood(II)oxide aan toe te voegen.